# سونی اریکسون دبلیو۶۱۰
دبلیو۶۱۰ نام یک نمونه از گوشی‌های سونی اریکسون می‌باشد.